# 四聖
四聖（呉音：ししょう、漢音：しせい）は、四人の聖人の意。様々な文脈で言われる。

## 概要
中国の禅仏教の清規（『勅修百丈清規』）では、阿弥陀仏・観世音菩薩・大勢至菩薩・大海衆菩薩を四聖とする。
12世紀中国の朱熹に由来する儒学の学派、朱子学では、顔回・曾子・子思・孟子を四聖（四配）とする。この四聖は、東アジア各地の孔子廟所蔵の絵画や像に表れている。それらの絵画や像では、四人の席次が制度として規定されている（昭穆制度）。
13世紀中国の『仏祖統紀』では、鳩摩羅什の十大弟子（什門十哲）のうち、道生・僧肇・道融・僧叡を四聖（什門四聖）とする。道融を慧観に代えて「四哲」とする場合もある。
14世紀日本の『神皇正統記』では、奈良時代に東大寺の建立に携わった仏教徒四人、聖武天皇・婆羅門僧正・行基・良弁を四聖とする。この四聖は、同じく14世紀に描かれた絵画『四聖御影』などに表れている。
明治時代の哲学者・井上円了は、西洋由来の「哲学」という学問を日本に紹介するにあたって、孔子・釈迦・ソクラテス・カントを四聖とした。この四聖は、円了が造園した東京都中野区の公園「哲学堂公園」にある施設や絵画などに表れている。
その他、釈迦・イエス・孔子・ソクラテスを四聖とすることもある。